# Южно-сахарские степи и редколесья
Южно-сахарские степи и редколесья — экологический регион, протянувшийся от Красного моря практически до Атлантического побережья Мавритании. Статус сохранности экорегиона оценивается как уязвимый, его специальный код — PA1329.

## Климат
Осадки в основном выпадают в июле и августе, но они сильно варьируются от года к году. В среднем годовое количество осадков составляет от 100 до 200 мм, уменьшаясь с юга на север. Часто случаются засухи, длящиеся по несколько лет. За исключением побережья Судана, среднегодовая температура колеблется от 26 °C до 30 °C.

## Флора и фауна
В экорегионе мало эндемичных растений. Характерная для северной Сахары средиземноморская флора почти полностью отсутствует в южной Сахаре, где преобладает тропическая флора.
Виды животных, ранее встречавшихся в больших количествах, но ныне сократившихся до чрезвычайно небольших и разрозненных популяций, включают аддакса, африканского страуса, газель-даму, газель-доркас, гепарда, гиеновидную собаку, песчаную газель и полосатую гиену. Небольшие популяции гривистых баранов могут обитать на разрозненных скалистых обнажениях. Сахарский орикс и конгони были полностью истреблены в регионе.
Только один вид позвоночных является строго эндемичным для экорегиона — донголская песчанка. Мавританская песчанка и мейдобская песчанка считаются почти эндемичными.

## Состояние экорегиона
На среду обитания экорегиона сильно влияет засуха, последствия которой усугубляются большим количеством домашнего скота. Лесной покров на юге и вдоль вади сократился, многие деревья были вырублены на дрова и строительные материалы. Другой серьёзной причиной является охота.
Наиболее важными охраняемыми территориями являются национальный парк Аир и Тенере в Нигере и заказник Уади Риме-Уади Ашим в Чаде. Тем не менее, обе эти территории страдают от политических беспорядков. На территории экорегиона в Мавритании, Мали и Судане охраняемых территорий нет, а потому огромные пространства территории остаются незащищёнными.
В экорегионе практикуются некоторые виды орошаемого земледелия вблизи водотоков и вдоль вади. Огромные стада диких копытных были уничтожены охотниками, а несколько охраняемых территорий пострадали от гражданских и международных войн. Для защиты экорегиону необходима внешняя поддержка.

## Провинции, полностью или частично расположенные в экорегионе
- Алжир: Бордж-Баджи-Мохтар, Ин-Геззам;
- Египет: Красное Море;
- Мавритания: Адрар, Тагант, Ход-эш-Шарки;
- Мали: Гао, Кидаль, Томбукту;
- Нигер: Агадес, Диффа, Зиндер, Тахуа;
- Судан: Красное Море, Нил, Северная провинция, Северный Дарфур, Северный Кордофан;
- Чад: Бахр-эль-Газаль, Борку, Восточный Эннеди, Западный Эннеди, Канем.